# 미워도 사랑해
《미워도 사랑해》는 2017년 11월 13일부터 2018년 5월 4일까지 방영된 KBS 1TV 저녁일일극이다.

## 기획 의도
어려서부터 파란만장한 삶을 살아오다 결국 모든 것을 잃고 새롭게 시작한 시기에 아이러니컬하게 인생의 꽃을 피우는 한 여성의 삶을 따라가면서 우리를 지탱하는 가장 큰 가치는 핏줄도 법도 아닌 바로 인간 사이에서 채워지는 인간 간의 정이요 사랑이라는 이야기를 담은 휴먼가족 드라마

## 등장인물

### 주요 인물
- 표예진 : 길은조 역 (아역 : 권수정, 서이수) - 전당포 감별사, 지니어스 뷰티센터 인턴사원
- 이성열 (아역 : 조용진) : 홍석표 역 - 지니어스 대주주, 지니어스 뷰티센터 말단 직원
- 이동하 : 변부식 역 - 늦깎이 변호사, 이비서의 큰처남, 은조의 전연인 , 인우의연인
- 한혜린 : 정인우 역 - 지니어스 뷰티센터 인턴사원

### 은조네 & 금동시장 식구들
- 송옥숙 : 김행자 역 - 전당포 다이아 사장, 건물주
- 고병완 : 길명조 역 (아역 : 서인성) - 은조의 동생, 의대생
- 윤사봉 : 박보금 역 - 문화카페 '공간' 운영자
- 김한준 : 주윤발 역 - 문화카페 '공간' 직원
- 은서율 : 민양아 역 - 전당포 다이아 직원
- 옥주리 : 떡집반장 역
- 전미선 : 길은정 역 - 은조, 명조의 고모

### 인우네 & 숙이네 미용실
- 이병준 : 정근섭 역 - 인우·인정 자매의 아버지, 교수
- 박명신 : 장정숙 역 - 정근섭의 전처, 인우·인정 자매의 어머니
- 윤지유 : 정인정 역 - 근섭과 정숙의 둘째 딸, 지니어스 본부장 비서
- 이아현 : 동미애 역 - 변부식의 어머니

### 석표네 & 지니어스 그룹
- 김법래 : 구충서 역 - 지니어스 화장품 본부장, 홍석표의 먼 친척
- 송유현 : 구종희 역 - 지니어스 뷰티센터 실장
- 유지연 : 공경하 역 - 지니어스 뷰티센터 매니저
- 김슬기 : 이비서 역 - 홍석표의 늦깎이 비서
- 박정우 : 김희수 역

### 그 외 인물
- 김기현 : 판사 역
- 김선웅 : 오대영 역
- 이두경 : 오사장 역
- 정현석 : 의사 역
- 한희정 : 구애숙 역 - 석표의 어머니
- 김경응 : 김희수의 수행비서 역
- 최하은 : 김희수의 비서가 사주한 여성 역
- 김희라 : 김희수의 부인 역
- 김빈 : 조민지 역
- 민경진 : 전파사 주인 역
- 김재일

## 시청률
최저 시청률과 최고 시청률은 시청률 조사회사와 지역별로 시청률에 차이가 있을 수 있습니다.
| 2017년  | 2017년    | 2017년         | 2017년       | 2017년         | 2017년       |
| 회차    | 방송일    | TNmS 시청률    | TNmS 시청률  | AGB 시청률     | AGB 시청률   |
| 회차    | 방송일    | 대한민국(전국) | 서울(수도권) | 대한민국(전국) | 서울(수도권) |
| ------- | --------- | -------------- | ------------ | -------------- | ------------ |
| 제1회   | 11월 13일 | 19.6%          | 16.0%        | 18.5%          | 17.5%        |
| 제2회   | 11월 14일 | 17.8%          | 13.2%        | 17.4%          | 16.0%        |
| 제3회   | 11월 16일 | 17.9%          | 14.2%        | 15.8%          | 14.8%        |
| 제4회   | 11월 17일 | 17.8%          | 14.3%        | 15.3%          | 14.0%        |
| 제5회   | 11월 20일 | 17.1%          | 13.7%        | 17.3%          | 15.6%        |
| 제6회   | 11월 21일 | 18.5%          | 14.8%        | 17.5%          | 16.0%        |
| 제7회   | 11월 22일 | 17.8%          | 14.4%        | 16.6%          | 15.3%        |
| 제8회   | 11월 23일 | 18.5%          | 14.7%        | 16.8%          | 15.7%        |
| 제9회   | 11월 24일 | 17.5%          | 14.4%        | 16.3%          | 14.7%        |
| 제10회  | 11월 27일 | 17.9%          | 14.2%        | 16.3%          | 14.9%        |
| 제11회  | 11월 28일 | 17.4%          | 14.1%        | 16.9%          | 16.4%        |
| 제12회  | 11월 29일 | 17.9%          | 15.1%        | 16.0%          | 15.1%        |
| 제13회  | 11월 30일 | 18.3%          | 15.2%        | 17.6%          | 16.3%        |
| 제14회  | 12월 1일  | 16.0%          | 13.0%        | 15.4%          | 14.4%        |
| 제15회  | 12월 4일  | 18.4%          | 14.9%        | 16.1%          | 14.8%        |
| 제16회  | 12월 5일  | 16.6%          | 12.5%        | 16.6%          | 15.6%        |
| 제17회  | 12월 6일  | 17.3%          | 14.8%        | 16.4%          | 15.1%        |
| 제18회  | 12월 7일  | 19.3%          | 15.7%        | 17.3%          | 16.1%        |
| 제19회  | 12월 8일  | 17.4%          | 14.2%        | 15.9%          | 14.6%        |
| 제20회  | 12월 11일 | 18.5%          | 15.0%        | 16.4%          | 15.0%        |
| 제21회  | 12월 12일 | 17.6%          | 14.6%        | 16.7%          | 15.8%        |
| 제22회  | 12월 13일 | 17.8%          | 14.7%        | 16.9%          | 14.9%        |
| 제23회  | 12월 14일 | 19.8%          | 16.0%        | 17.8%          | 16.4%        |
| 제24회  | 12월 15일 | 17.1%          | 12.8%        | 17.0%          | 15.5%        |
| 제25회  | 12월 18일 | 19.3%          | 14.4%        | 18.3%          | 17.3%        |
| 제26회  | 12월 19일 | 18.6%          | 14.2%        | 17.9%          | 16.6%        |
| 제27회  | 12월 20일 | 18.3%          | 14.8%        | 17.7%          | 16.9%        |
| 제28회  | 12월 21일 | 18.2%          | 13.8%        | 16.2%          | 14.1%        |
| 제29회  | 12월 22일 | 16.8%          | 12.5%        | 17.1%          | 15.9%        |
| 제30회  | 12월 25일 | 18.8%          | 15.0%        | 17.7%          | 15.5%        |
| 제31회  | 12월 26일 | 20.1%          | 15.6%        | 18.2%          | 16.3%        |
| 제32회  | 12월 27일 | 19.7%          | 15.0%        | 18.1%          | 17.1%        |
| 제33회  | 12월 28일 | 20.1%          | 15.3%        | 17.8%          | 16.3%        |
| 제34회  | 12월 29일 | 19.7%          | 15.2%        | 16.9%          | 14.9%        |
| 2018년  |           |                |              |                |              |
| 제35회  | 1월 1일   | 19.8%          | 15.4%        | 19.5%          | 18.2%        |
| 제36회  | 1월 2일   | 20.8%          | 16.6%        | 18.7%          | 17.5%        |
| 제37회  | 1월 3일   | 19.4%          | 15.3%        | 18.6%          | 17.6%        |
| 제38회  | 1월 4일   | 20.0%          | 16.4%        | 17.6%          | 15.9%        |
| 제39회  | 1월 5일   | 19.8%          | 16.2%        | 19.0%          | 17.4%        |
| 제40회  | 1월 8일   | 21.6%          | 17.5%        | 18.8%          | 16.8%        |
| 제41회  | 1월 9일   | 18.4%          | 14.2%        | 17.9%          | 15.7%        |
| 제42회  | 1월 10일  | 19.0%          | 15.1%        | 18.6%          | 16.7%        |
| 제43회  | 1월 11일  | 20.8%          | 16.4%        | 19.1%          | 16.7%        |
| 제44회  | 1월 12일  | 19.5%          | 15.7%        | 18.9%          | 17.1%        |
| 제45회  | 1월 15일  | 21.8%          | 18.3%        | 19.1%          | 16.6%        |
| 제46회  | 1월 16일  | 21.1%          | 17.5%        | 19.2%          | 17.6%        |
| 제47회  | 1월 17일  | 19.9%          | 16.3%        | 18.9%          | 17.4%        |
| 제48회  | 1월 18일  | 21.7%          | 17.8%        | 17.9%          | 16.1%        |
| 제49회  | 1월 19일  | 20.2%          | 16.7%        | 17.3%          | 15.8%        |
| 제50회  | 1월 22일  | 21.9%          | 18.0%        | 20.1%          | 18.2%        |
| 제51회  | 1월 23일  | 21.1%          | 17.5%        | 20.0%          | 18.4%        |
| 제52회  | 1월 24일  | 21.4%          | 17.7%        | 20.0%          | 18.3%        |
| 제53회  | 1월 25일  | 21.8%          | 18.3%        | 19.0%          | 17.5%        |
| 제54회  | 1월 26일  | 21.6%          | 17.4%        | 18.5%          | 16.5%        |
| 제55회  | 1월 29일  | 22.0%          | 18.5%        | 20.6%          | 18.1%        |
| 제56회  | 1월 30일  | 21.6%          | 17.8%        | 19.9%          | 18.1%        |
| 제57회  | 1월 31일  | 21.7%          | 18.3%        | 20.2%          | 18.8%        |
| 제58회  | 2월 1일   | 22.4%          | 18.6%        | 19.8%          | 18.0%        |
| 제59회  | 2월 2일   | 21.6%          | 17.7%        | 19.0%          | 17.1%        |
| 제60회  | 2월 5일   | 20.0%          | 16.1%        | 17.9%          | 16.0%        |
| 제61회  | 2월 6일   | 22.1%          | 18.6%        | 19.2%          | 17.7%        |
| 제62회  | 2월 7일   | 15.3%          | 11.0%        | 14.6%          | 14.3%        |
| 제63회  | 2월 8일   | 21.0%          | 17.6%        | 18.7%          | 17.3%        |
| 제64회  | 2월 12일  | 17.7%          | 13.2%        | 17.3%          | 15.8%        |
| 제65회  | 2월 13일  | 14.9%          | 10.7%        | 13.5%          | 12.5%        |
| 제66회  | 2월 14일  | 18.7%          | 14.8%        | 17.7%          | 16.9%        |
| 제67회  | 2월 15일  | 10.5%          | 6.3%         | 10.6%          | 10.4%        |
| 제68회  | 2월 16일  | 14.8%          | 11.2%        | 15.0%          | 14.4%        |
| 제69회  | 2월 19일  | 18.2%          | 14.0%        | 17.1%          | 16.1%        |
| 제70회  | 2월 20일  | 14.2%          | 9.6%         | 13.2%          | 12.7%        |
| 제71회  | 2월 21일  | 16.4%          | 12.7%        | 14.6%          | 13.9%        |
| 제72회  | 2월 22일  | 17.0%          | 13.3%        | 16.0%          | 14.4%        |
| 제73회  | 2월 23일  | 14.4%          | 10.0%        | 13.4%          | 13.1%        |
| 제74회  | 2월 26일  | 23.5%          | 19.6%        | 21.9%          | 21.0%        |
| 제75회  | 2월 27일  | 23.7%          | 20.1%        | 22.0%          | 20.4%        |
| 제76회  | 2월 28일  | 24.3%          | 20.4%        | 21.1%          | 19.2%        |
| 제77회  | 3월 1일   | 24.1%          | 20.2%        | 21.0%          | 19.0%        |
| 제78회  | 3월 2일   | 23.9%          | 19.8%        | 21.3%          | 20.2%        |
| 제79회  | 3월 5일   | 25.9%          | 22.3%        | 21.7%          | 20.1%        |
| 제80회  | 3월 6일   | 23.7%          | 19.6%        | 20.8%          | 19.9%        |
| 제81회  | 3월 7일   | 23.8%          | 20.3%        | 19.9%          | 18.4%        |
| 제82회  | 3월 8일   | 24.3%          | 20.5%        | 21.3%          | 19.4%        |
| 제83회  | 3월 12일  | 23.7%          | 20.0%        | 19.9%          | 18.2%        |
| 제84회  | 3월 13일  | 23.9%          | 20.2%        | 19.8%          | 18.1%        |
| 제85회  | 3월 14일  | 22.9%          | 19.0%        | 20.1%          | 19.2%        |
| 제86회  | 3월 15일  | 24.2%          | 20.5%        | 21.6%          | 20.4%        |
| 제87회  | 3월 16일  | 23.7%          | 19.3%        | 19.2%          | 17.6%        |
| 제88회  | 3월 19일  | 23.7%          | 19.9%        | 21.3%          | 20.1%        |
| 제89회  | 3월 20일  | 24.5%          | 20.7%        | 20.1%          | 18.6%        |
| 제90회  | 3월 21일  | 24.2%          | 20.5%        | 20.6%          | 19.4%        |
| 제91회  | 3월 22일  | 23.8%          | 20.3%        | 19.4%          | 17.9%        |
| 제92회  | 3월 23일  | 22.4%          | 18.5%        | 19.6%          | 18.7%        |
| 제93회  | 3월 26일  | 23.5%          | 19.8%        | 19.9%          | 18.2%        |
| 제94회  | 3월 27일  | 21.7%          | 17.5%        | 19.4%          | 18.2%        |
| 제95회  | 3월 28일  | 21.3%          | 17.0%        | 19.4%          | 18.7%        |
| 제96회  | 3월 29일  | 23.1%          | 19.2%        | 19.9%          | 19.0%        |
| 제97회  | 3월 30일  | 21.2%          | 16.9%        | 18.1%          | 16.1%        |
| 제98회  | 4월 2일   | 23.2%          | 19.3%        | 20.4%          | 19.5%        |
| 제99회  | 4월 3일   | 22.0%          | 18.2%        | 19.4%          | 17.8%        |
| 제100회 | 4월 4일   | 21.8%          | 17.7%        | 19.6%          | 18.5%        |
| 제101회 | 4월 6일   | 20.6%          | 16.5%        | 18.0%          | 16.0%        |
| 제102회 | 4월 9일   | 23.3%          | 18.9%        | 19.7%          | 18.3%        |
| 제103회 | 4월 10일  | 21.5%          | 17.1%        | 19.4%          | 19.0%        |
| 제104회 | 4월 11일  | 19.8%          | 15.0%        | 18.7%          | 17.9%        |
| 제105회 | 4월 12일  | 21.6%          | 17.2%        | 19.8%          | 19.0%        |
| 제106회 | 4월 13일  | 20.6%          | 16.0%        | 18.5%          | 17.9%        |
| 제107회 | 4월 16일  | 23.0%          | 19.6%        | 20.5%          | 19.1%        |
| 제108회 | 4월 17일  | 22.7%          | 18.5%        | 19.1%          | 18.1%        |
| 제109회 | 4월 18일  | 21.1%          | 16.8%        | 19.0%          | 17.9%        |
| 제110회 | 4월 19일  | 22.9%          | 18.7%        | 19.4%          | 18.2%        |
| 제111회 | 4월 20일  | 21.4%          | 17.3%        | 18.6%          | 17.5%        |
| 제112회 | 4월 23일  | 22.9%          | 19.0%        | 20.8%          | 18.7%        |
| 제113회 | 4월 24일  | 21.7%          | 17.5%        | 19.6%          | 17.2%        |
| 제114회 | 4월 25일  | 21.0%          | 17.1%        | 18.9%          | 18.0%        |
| 제115회 | 4월 26일  | 19.7%          | 15.4%        | 19.5%          | 18.2%        |
| 제116회 | 4월 30일  | 21.9%          | 18.3%        | 19.9%          | 18.4%        |
| 제117회 | 5월 1일   | 20.4%          | 16.5%        | 19.0%          | 17.1%        |
| 제118회 | 5월 2일   | 17.1%          | 13.0%        | 19.9%          | 18.9%        |
| 제119회 | 5월 3일   | 20.2%          | 16.1%        | 20.0%          | 19.0%        |
| 제120회 | 5월 4일   | 19.0%          | 14.8%        | 18.0%          | 16.9%        |

## 결방 사유
- 2017년 11월 15일 : KBS 뉴스특보 《포항 지진》 편성으로 인한 결방.
- 2018년 2월 9일 : 《2018년 동계 올림픽 개막식》 중계방송으로 인한 결방.
- 2018년 3월 9일 : 《2018년 동계 패럴림픽 개막식》 중계방송으로 인한 결방.
- 2018년 4월 5일 : 2018 남북 평화 협력 기원 평양공연 《봄이 온다》 편성으로 인한 결방.
- 2018년 4월 27일 : 2018 남북정상회담 《KBS 뉴스특보》 편성으로 인한 결방.

## 수상 및 후보
| 연도 | 시상식       | 부문        | 수상자 | 결과 |
| ---- | ------------ | ----------- | ------ | ---- |
| 2017 | KBS 연기대상 | 여자 신인상 | 표예진 | 후보 |

## 참고 사항
- 2018년 2월 5일, 앞서 방송된 제132회 IOC총회 개회식 중계방송 시간에 변동이 생기며 예정된 저녁 8시 25분이 아닌 8시 30분에 전파를 탔다. 이 때문에 KBS 뉴스 9가 변동 없이 9시 정각에 방송되자, 해당 드라마는 중간에 갑자기 방송이 종료되었다.[3]
- 이에 제작진은 온전한 방송분을 홈페이지 다시보기 서비스에 제공하였으며, 방송되지 못한 부분은 다음날인 2월 6일 방송분인 61회 앞부분에 60회분의 최후반부를 추가하여 방영하였다.[4]